# Dům čp. 14 (Štramberk)
Dům čp. 14 se nachází na jihovýchodní části Náměstí ve Štramberku v okrese Nový Jičín. Na místě roubeného domu byl přestavěn do zděné podoby v polovině 19. století. Byl zapsán do Ústředního seznamu kulturních památek ČR před rokem 1988 a je součástí městské památkové rezervace.

## Historie
Podle písemných záznamů z roku 1614 byl majitelem Václav Kovář. Další majitel je znám z Gruntovní knihy z roku 1676 a 1749. Od roku 1771 byl majitelem šenkovní měšťan Ignác Baar. V dalších letech se střídali majitelé. V roce 1855 při požáru města dům vyhořel a následně byl přestavěn. Od roku 1889 vlastnil dům Ferdinand Raška a jeho potomci do devadesátých let 20. století. V současné době dům vlastní společnost LOTEKS, s. r. o. z Kopřivnice.

## Stavební podoba
Dům je zděná přízemní stavba obrácená štítovým průčelím do náměstí. Je postaven na nízké podezdívce, která vyrovnává svahovou nerovnost. Průčelí je v přízemí tříosé s kordonovou římsou a s pravoúhlými okny s čabrakovými šambránami. Štít je dvouosý, členěný lizenovými rámy, v dolních rozích a kolem kulatého okna ve vrcholu štítu jsou štukové ornamenty. Dvě okna ve štítu jsou s parapety a čabrakovými šambránami. Střecha je sedlová, krytá plechem.